# Mise au carreau

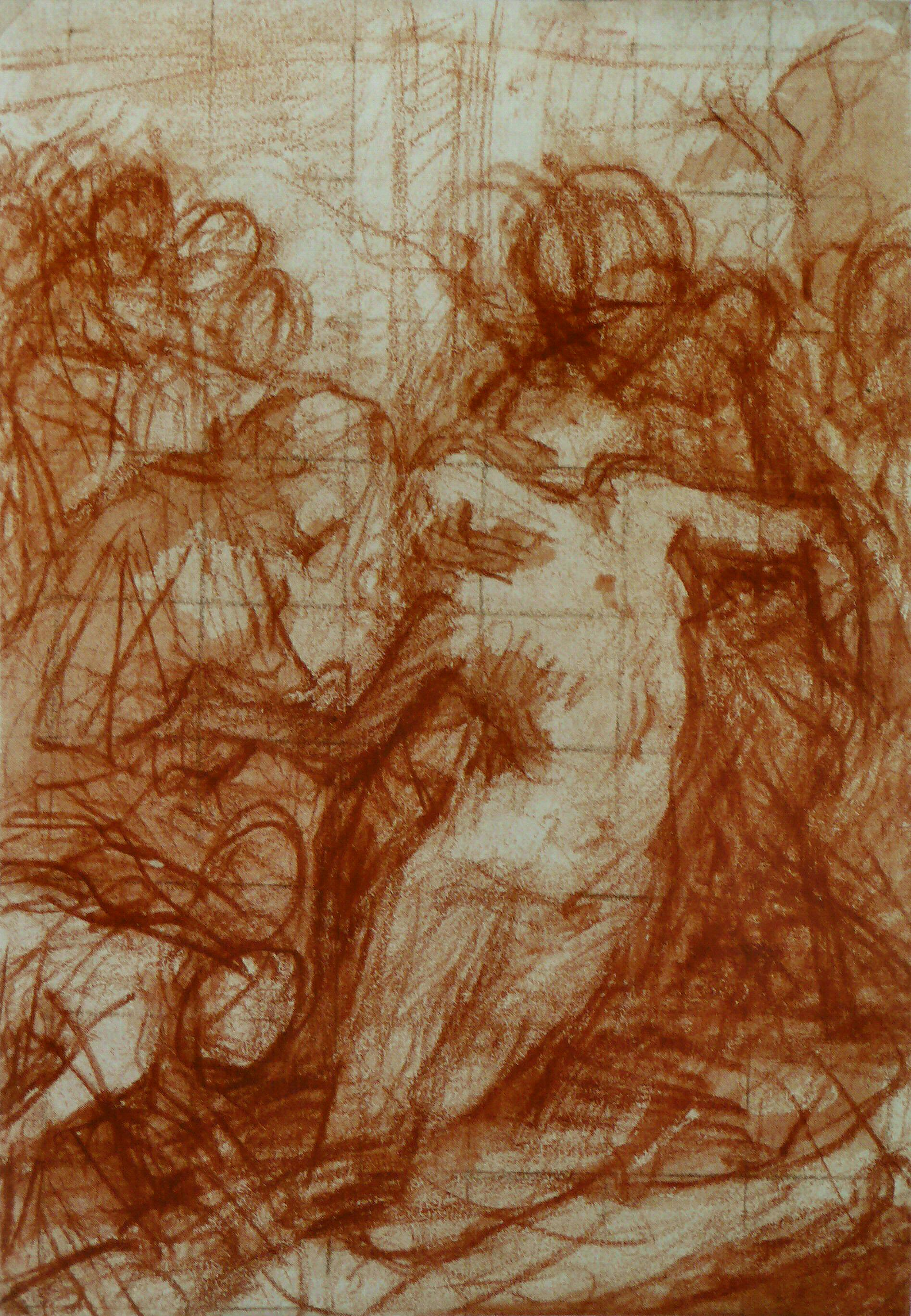
Pietà de Giovanni Battista Naldini. Sanguine et lavis de sanguine, mise au carreau à la pierre noire.

La mise au carreau est la technique de carroyage utilisée en dessin et peinture pour permettre ou faciliter la copie d'une œuvre, avec un changement d'échelle si nécessaire.
Le dessinateur marque le travail original de lignes perpendiculaires qui forment des carreaux égaux et prépare le nouveau support de la même manière. Il repère ensuite les lignes principales de chaque carreau par rapport à ses bords.
La mise au carreau facilite le respect des proportions en décomposant les formes et les tracés en petites sections.

## Création
Cette technique peut être indispensable pour la réalisation d'une grande peinture. Lors de la réalisation, l'artiste devra monter sur un escalier roulant ou un échafaudage. Il ne pourra voir l'ensemble. Il prépare un projet qu'il puisse embrasser d'un seul coup d'œil. La mise au carreau guide soit le dessin du carton, soit celui de l'œuvre définitive.
Le peintre met parfois au carreau des études, qu'il veut intégrer à une composition à un échelle différente.
La version primaire, n'étant pas destinée à l'exposition, présente souvent un quadrillage ; on parle d'œuvre mise au carreau ; sur le support de l'œuvre secondaire, des explorations techniques découvrent parfois les carreaux normalement invisibles.
Avec des carreaux différents de ceux du dessin original, on obtient une anamorphose (VTT). On compense ainsi la perspective sur un support courbe comme une voûte. L'anamorphose peut être en soi un effet pictural, obtenu ainsi à partir d'un dessin d'après nature.

## Copie
Les copistes peuvent mettre au carreau pour reproduire une œuvre, particulièrement si elle est de grandes dimensions.

## Histoire
Le carroyage est un procédé très ancien. Les Égyptiens le connaissaient (Béguin). Il a sans doute été utilisé pour les géoglyphes de Nazca.

## Annexe